# Équipes intégrées de la sécurité nationale
Pour les articles homonymes, voir INSET.
Les équipes intégrées de la sécurité nationale (EISN ; en anglais, Integrated National Security Enforcement Teams ou INSET) sont des forces canadiennes de sécurité antiterroristes opérant sous l'égide du Ministère de la Sécurité publique du Canada.
Ces équipes ont été formées en 2002 en réponse aux attentats du 11 septembre 2001 avec des membres de la Gendarmerie royale du Canada (GRC), de l'Agence des services frontaliers du Canada (ASFC), de Citoyenneté et Immigration Canada, du Service canadien du renseignement de sécurité (SCRS) et des forces de police aux niveaux municipal et provincial.
Les équipes intégrées de la sécurité nationale ont des bureaux à Toronto, Vancouver, Ottawa, Montréal et Edmonton.
Les équipes intégrées de la sécurité nationale ont joué un rôle majeur dans l'arrestation de 18 personnes soupçonnées de terrorisme, le 2 juin 2006.

## Mandat
Le mandat des équipes intégrées de la sécurité nationale est de :
1. accroître la capacité des partenaires de recueillir, d'échanger et d'analyser des renseignements concernant des cibles (individus) qui menacent la sécurité nationale ;
2. accroître la capacité de la police de traduire ces cibles en justice ;
3. améliorer la capacité collective des organismes partenaires de contrer les menaces à la sécurité nationale et de s'acquitter des responsabilités spécifiques prévues par le mandat.